# Farasan
Farasan (arab. فرسان) – największe miasto na wyspach Farasan na Morzu Czerwonym, w saudyjskiej prowincji Dżazan. W 2010 roku liczyło około 14 tys. mieszkańców.